# James George Weir
James George Weir, född 23 maj 1887 i Cambuslang i Lanarkshire i Storbritannien, död 7 november 1973, var en brittisk flygpionjär, militär och företagsledare.
James Weir var son till Galloway Weir (1839–1911), som tillsammans med sin bror grundade det mekaniska verkstadsföretaget G. & J. Weir Ltd. i Glasgow 1871. Han blev officer 1906 i Argyll and Sutherland Highlanders och 1908 i Royal Field Artillery. År 1910 fick han Royal Aero Clubs flygcertifikat nummer 24 efter flygning med ett Bleriot Monoplane på Hendon Aerodrome. Han transfererades 1914 till Royal Flying Corps, där han var till 1920.
Han gjorde sig känd för att stötta den spanske ingenjören Juan de la Ciervas utvecklingsarbete av autogiron från 1926, då Cierva Autogiro Company etablerades. James Weir var styrelseordförande i företaget från 1928 till in på 1960-talet. Under andra världskriget utvecklade han sina idéer om helikopterkonstruktion i prototyperna Cierva W.9 1944 och Cierva W.11 Air Horse 1945.
James Weir pendlade under 1934 till arbetet i Weirs fabrik i Cathcart i södra Glasgow från sitt hem i Dalrymple i Ayrshire, en sträcka på omkring 70 kilometer, i en prototypautogiro av typ Weir W.2.